# Georg Ludwig Friedrich Laves

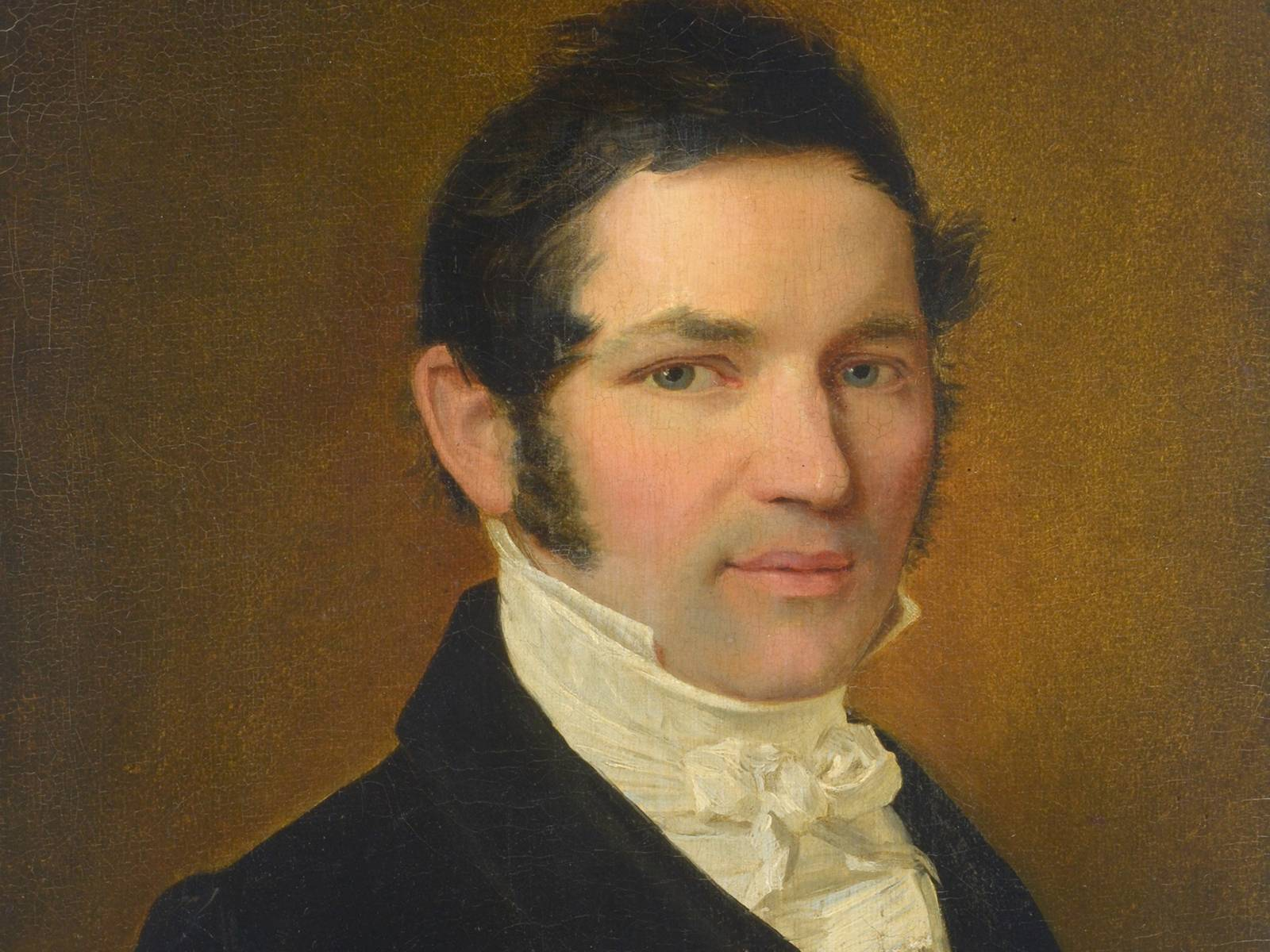
Georg Ludwig Friedrich Laves um 1830

Georg Ludwig Friedrich Laves (* 17. Dezember 1788 in Uslar; † 30. April 1864 in Hannover) war ein deutscher Architekt des Klassizismus im Königreich Hannover. Zu seinen Hauptwerken gehören u. a. das Residenzschloss (1817–1842), das Schloss Herrenhausen (1819–1828), die Waterloosäule (1825–1832), das Welfenmausoleum (1842–1846) und das Hoftheater (1848–1852) in Hannover.

## Leben und Werk

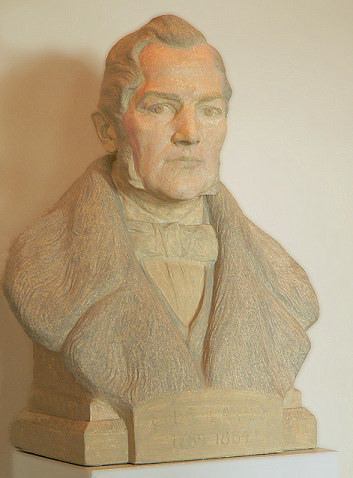
Steinbüste im Laveshaus

Laves war der jüngste Sohn des evangelischen Pfarrers Ernst Friedrich Laves (1731–1804) und dessen Ehefrau Ernestine Amalie in Uslar am Solling. Sein Onkel war der Landbaumeister Johann Friedrich Laves. Nach dem Tod des Vaters studierte er 1804 bis 1807 an der Kunstakademie Kassel, die sein Onkel Heinrich Christoph Jussow leitete. Er wohnte bei seinem Onkel und studierte 1807–09 an der Universität Göttingen. 1809 bis 1814 war er Baueleve bei der Königlichen Bauverwaltung in Kassel. 1814/15 führte er Studienreise nach Frankreich und Italien durch und auch 1816 bis 1851 häufige Reisen nach England.
Seit 1817 als „Stadtplaner“ in Hannover beschäftigt, erbaute sich Laves zwischen 1819 und 1822 sein erstes eigenes Wohnhaus; das Grundstück dazu, direkt an der (heute nach Benno Ohnesorg benannten) Ihme-Brücke in Linden gelegen und im seinerzeit „schönsten Dorf“ im Königreich Hannover, hatte er am 3. Oktober 1819 dem Fabrikanten Georg Egestorff für vergleichsweise günstige 600 Thaler abgekauft. Laves bewohnte das Gebäude jedoch nur bis zur Jahreswende 1823/24, verkaufte es an Egestorff, der es dann an den Minister von Ompteda vermietete.
1822 heiratete Laves die aus wohlhabender Familie stammende Wilhelmine Kestner (1803–1855), Tochter des Archivars und Bankiers Georg Kestner und Enkelin von Johann Christian Kestner und Charlotte Buff. Im gleichen Jahr ließ er sein Wohnhaus am Friedrichswall 5, das Laveshaus, errichten. Es entstand auf einem Grundstück seines Schwiegervaters, das die Tochter als Mitgift in die Ehe bekam. Er bewohnte mit seiner Familie das 3. Obergeschoss bis zu seinem Lebensende und vermietete die unteren beiden Geschosse. Aus der Ehe gingen drei Söhne und eine Tochter hervor. George wurde Historienmaler und blieb in Hannover, zumal ihm sein Vater 1852 erst ein Atelier und – für den frisch Vermählten – kurz darauf ein Familienwohnhaus baute (Friedrichswall 5a). Carl fiel 1866 in der Schlacht bei Langensalza. Ernst verstarb als zwanzigjähriger Jurastudent, Ernestine bereits im Alter von knapp vierzehn Jahren.

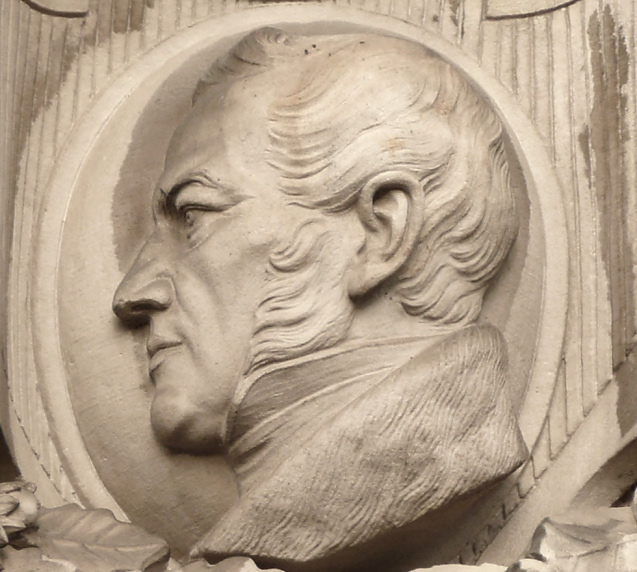
Georg Ludwig Friedrich Laves als Porträtmedaillon am Neuen Rathaus Hannover

Seit 1814 war Laves als Hofarchitekt in Hannover tätig. Nach seiner Ernennung 1816 zum Hofbaumeister war er bald der führende Architekt im Königreich Hannover. 1821 avancierte er zum Hofbaurat, 1838 zum Oberhofbaurat und 1852 zum Oberhofbaudirektor. Seine Tätigkeit als Hofarchitekt dauerte fast 50 Jahre an. Neben Karl Friedrich Schinkel (Berlin), Leo von Klenze (München) und Friedrich Weinbrenner (Karlsruhe) war er einer der bedeutendsten Vertreter der klassizistischen Architektur in Deutschlanf. An der Stadtplanung für Hannover war er seit 1816 maßgeblich beteiligt.
Als Bauingenieur entwarf er Gusseisen-Konstruktionen. Er entwickelte einen Linsenträger, den „Laves-Balken“, zur Konstruktion weitgespannter, freiaufliegender Tragwerke. Diese Erfindung ließ er sich 1835 patentieren. Sie war aus der Not geboren, da ihm der Rat der Stadt die Zuschüttung eines Stadtgrabens nicht genehmigte, die er dann mit seiner Konstruktion stützenlos überbrückte. Die größte Brückenkonstruktion mit dem Laves-Balken war die 1847 fertiggestellte Weserbrücke in Rinteln. Sie überbrückte den Fluss in sechs Jochen mit jeweils 19 m Spannweite und blieb bis 1877 bestehen. Laves nahm zweimal erfolglos an Architekturwettbewerben teil. Er machte Entwürfe für den Ausstellungspalast der Weltausstellung (Great Exhibition) in London 1851 sowie für das Außen- und Kriegsministerium in London 1856. Ab Mitte des 19. Jahrhunderts verlor Laves an Einfluss bei der Gestaltung von Hannover. Als Nachfolger bestimmte König Georg V. Conrad Wilhelm Hase und Christian Heinrich Tramm.
Laves war Mitglied einer hannoverschen Freimaurer-Loge.

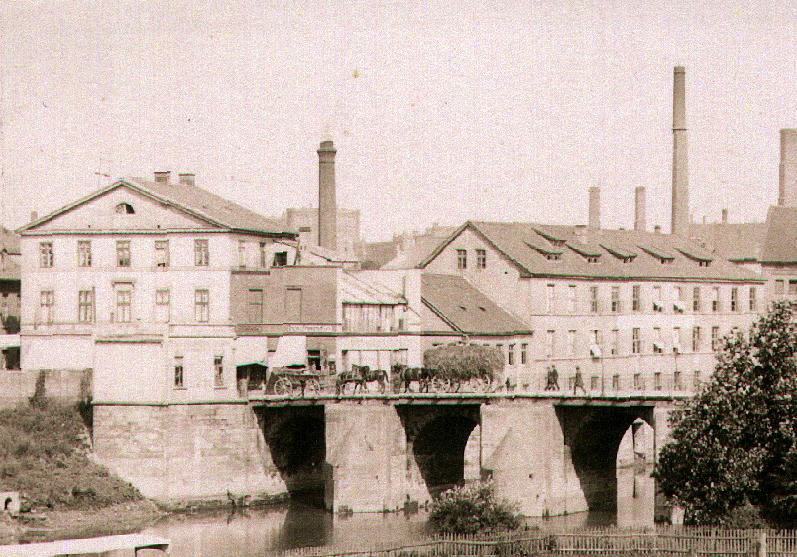
Blick auf das von Laves als erste eigene Villa am Schwarzen Bären in Linden errichtete Gebäude (ganz links), später Fabriknutzungen, Aufnahme vor 1890
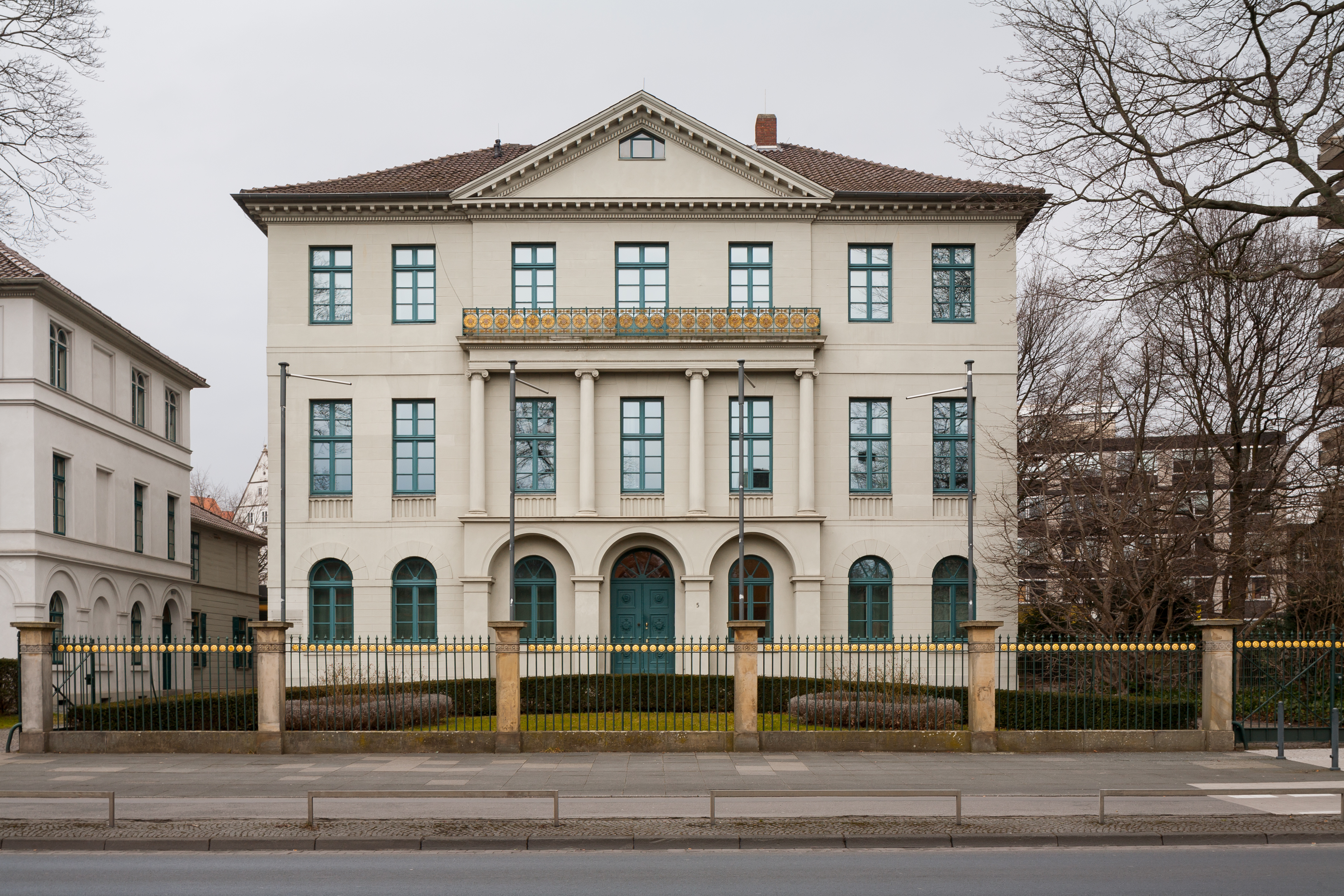
Früheres Wohnhaus von Laves in Hannover, heute Laveshaus

### Verdienste in Hannover

Hoftheater Hannover, Grundriss

Als führender Architekt des Königreichs Hannover beeinflusste Laves maßgeblich die Stadtentwicklung Hannovers. Er kam seinem Auftrag nach, als Stadtplaner Hannover den Prunk einer Residenzstadt zu verleihen. Seine Bauten und Planungen bereiteten den Schritt von der mittelalterlichen Residenzstadt zur modernen Großstadt vor. Durch seine Stadterweiterungspläne verdoppelte sich die bebaute Fläche während seiner Amtszeit. Im Straßensystem der von ihm konzipierten Ernst-August-Stadt schuf er die großen Stadträume Ernst-August-Platz, Opern- und Georgsplatz als eine „klassizistische Platzfolge von europäischen Rang“.
Laves’ größte stadtbauliche Leistungen in Hannover waren:
- Achsen-Planung nach barockem Vorbild (auf das Leineschloss bezogen und weiterführend im Waterlooplatz, „Lavesachse“)
- seit 1830 nordöstliche Stadterweiterung Hannovers
- um 1845 Ernst-August-Platz (Name seit 1861) als „‚Empfangssaal im Freien‘ in Form eines regelmäßigen breiten Fünfecks mit 5 ausstrahlenden Straßen nach Entwürfen von G. L. F. Laves und A. Andreae konzipiert“[7]
- seit 1843 Ernst-August-Stadt (Königstraße, Georgsplatz)
- ab 1828 und um 1850 Konzeption von Goethe- und Humboldtstraße (die aufgrund schwieriger Grundstücksgemenge und nach Zuschüttung der letzten Stadtgräben jedoch erst ab 1870 verwirklicht werden konnte)[8]
- ab 1851 als Vorsitzender der Baukommission und der „Wegekommission“ für (die heutigen Stadtteile) Linden-Süd und insbesondere Linden-Nord die „Koordinierung privater Straßenobjekte und deren Verknüpfung mit öffentlichen Verkehrswegen“, die vor allem in dem beinahe geometrischen Straßenmuster in Linden-Nord zum Ausdruck kommt (eine absolutistische Ausrichtung der Straßenzüge auf das Welfenschloss und das Georgspalais kam jedoch nicht mehr zustande).[9]

### Gedenken

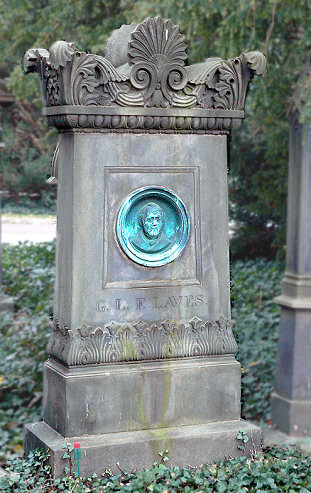
Grabmal mit Bildnismedaillon

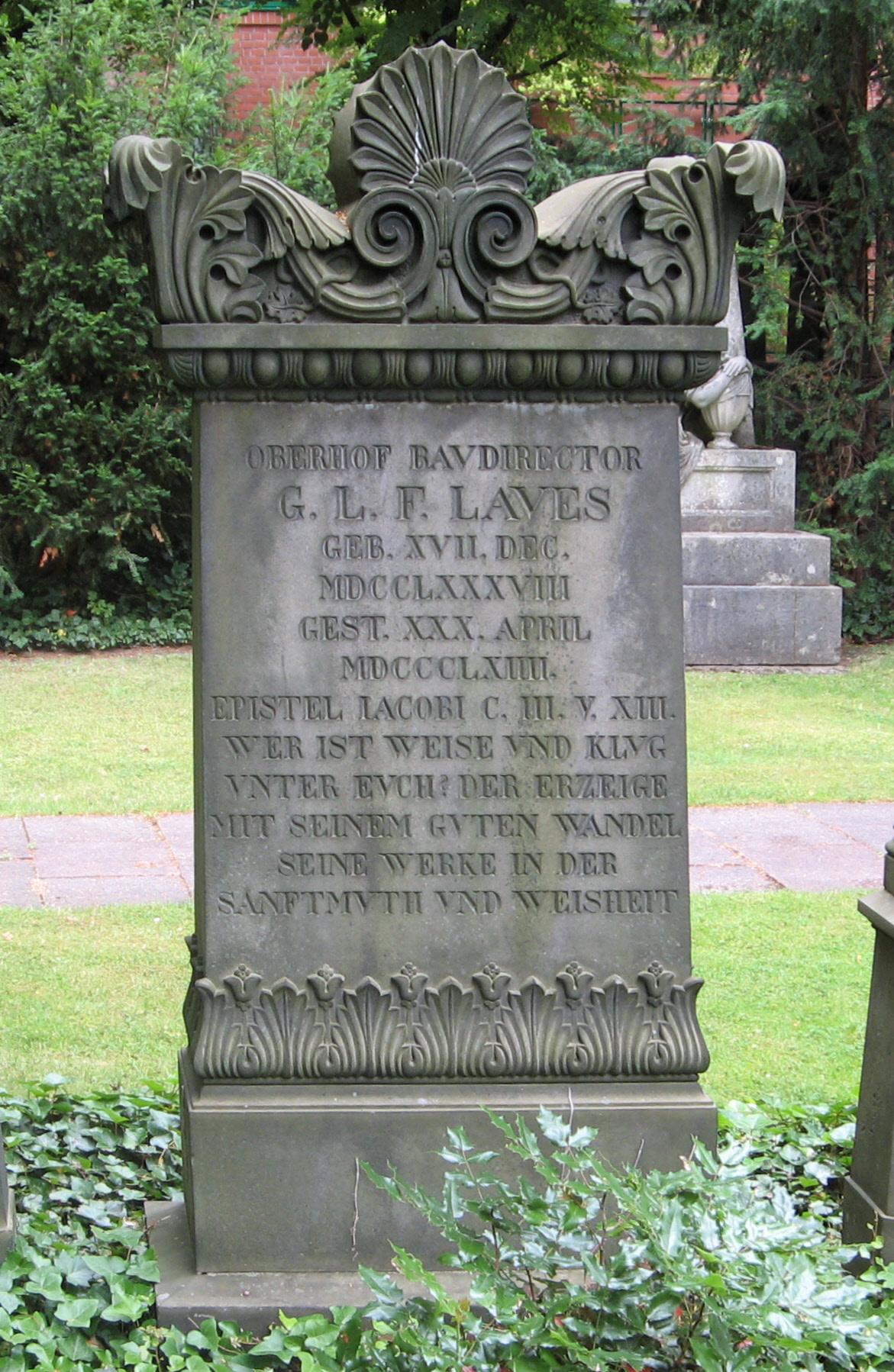
Rückseite des Grabmals

Laves’ Grab befindet sich auf dem Stadtfriedhof Engesohde in Hannover (das Bildnismedaillon fertigte der Sohn George Laves). Nach ihm sind zwei Straßen in Hannover benannt: Die Lavesallee, die unweit seines früheren Wohnsitzes an der von ihm konzipierten Waterloosäule (zu ihren Füßen hatte Laves den Exerzierplatz Waterlooplatz anlegen lassen) vorbeiführt, und die Lavesstraße. An der Lavesstraße wurde in Höhe Warmbüchenstraße im September 2007 ein kleiner Stadtplatz umgewidmet und als „Lavesplatz“ benannt.
In seiner Geburtsstadt Uslar ist eine Straße nach ihm benannt. In Heinde wurde aufgrund des nahen Gutes Walshausen, das architektonisch die Handschrift Laves trägt, eine Straße im Neubaugebiet „Lavesring“ benannt. Im Opernhaus Hannover ist das Lavesfoyer nach ihm benannt, durch das man auf den Lavesbalkon gelangt.

## Werke

### Architektur (Hauptwerke)

Waterlooplatz mit Militärbauten (grün) um 1896

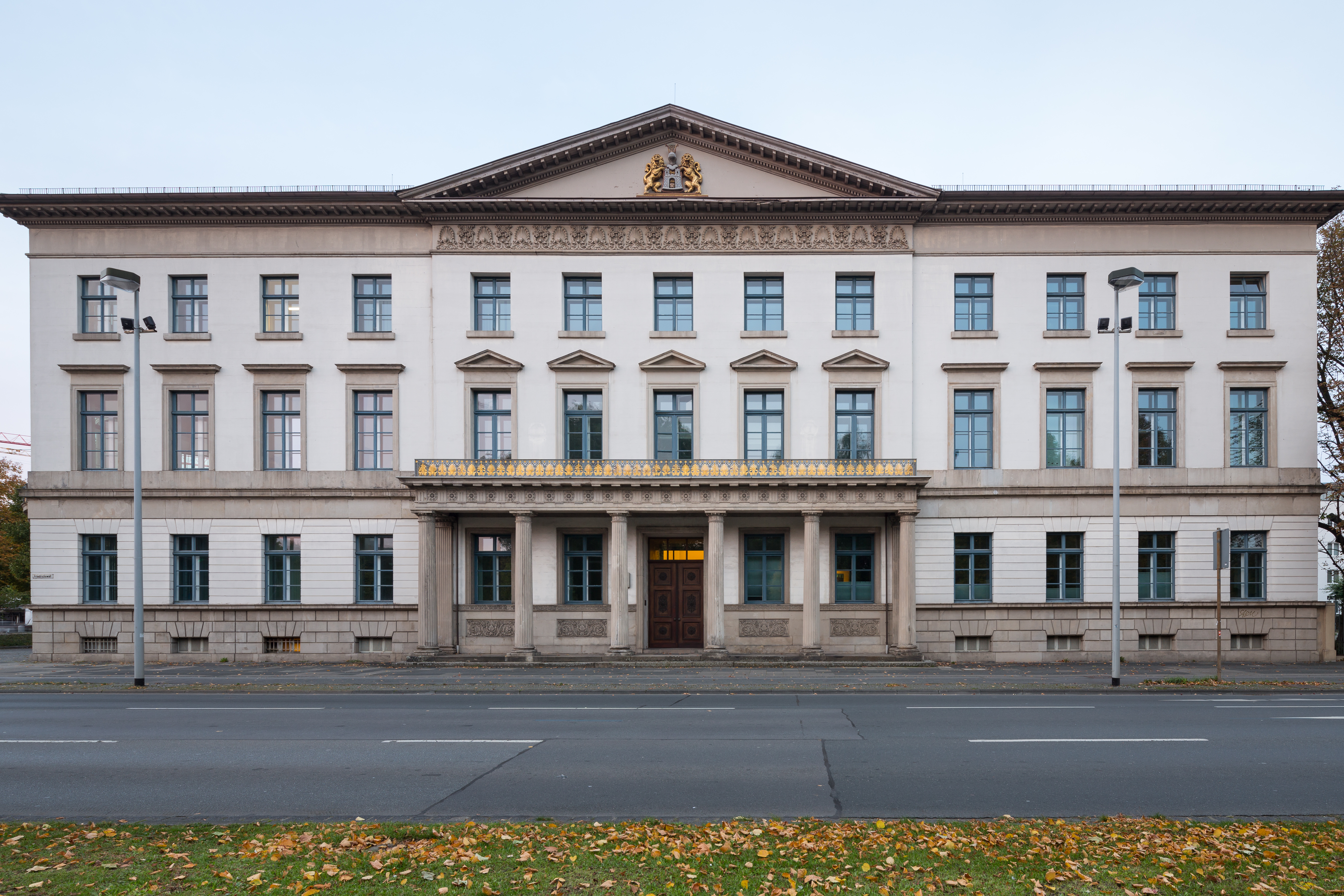
Wangenheimpalais, Hannover

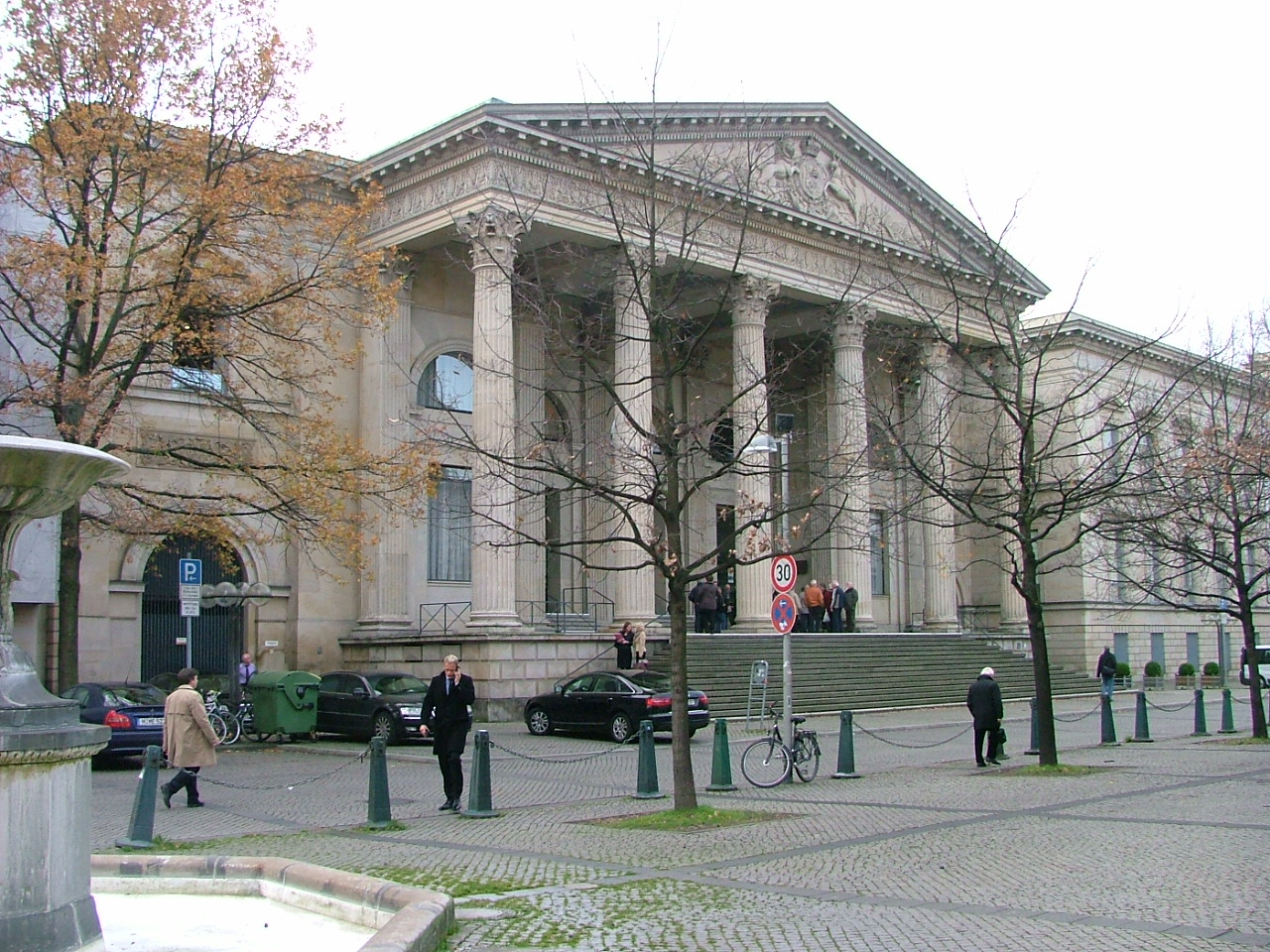
Leineschloss, Hannover

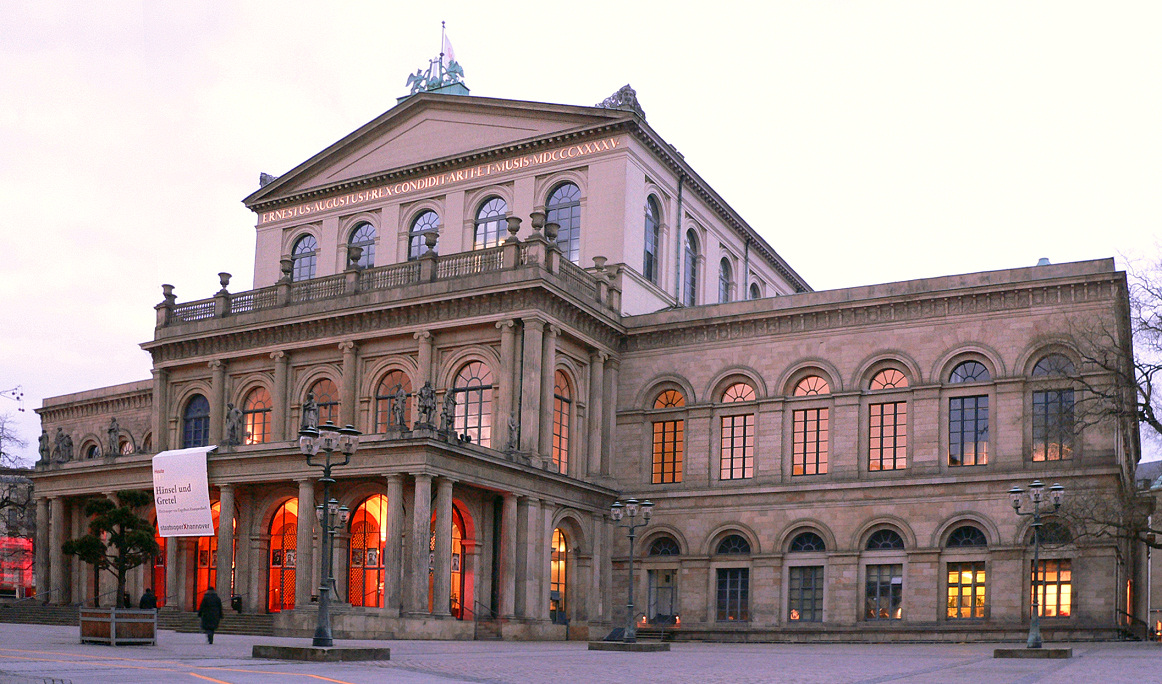
Opernhaus, Hannover

- Ab 1815: Umbau des Leineschlosses in Hannover (Leinstraßenflügel mit Wache und Portikus, Wintergarten zur Leineseite; Innenausstattung: Schlosskirche, Thronsaal, zum Teil mit Justus Heinrich Jakob Molthan)
- 1816: Umbau Schloss Monbrillant, Hannover, Welfengarten; 1857 in Georgsmarienhütte wieder aufgebaut, dort 1925 abgerissen
- 1817: Gartenhaus der Kammerfrau von Beckedorf, Georgengarten (Hannover) (Jägerstraße) (umgesetzt zum Limmerbrunnen)
- 1817: St.-Andreas-Kirche in Sottrum
- 1817: Palais des Generals Carl von Alten (später Friederikenschlösschen genannt), Hannover, Friederikenplatz (1963 abgerissen für den Neubau der Staatskanzlei, der nie realisiert wurde)
- 1817–1820: Gartenmeisterwohnung (später Bibliothekspavillon) im Berggarten, Hannover-Herrenhausen
- Ab 1827: Sommerschloss Rotenkirchen bei Einbeck
- Ab 1820–1821: Klassizistische Fassade für das Schloss Herrenhausen (1943 zerstört, 2013 rekonstruiert), Umgestaltung der Orangerie im Großen Garten, Hannover-Herrenhausen
- Seit 1822: Mietshäuser in der neuangelegten Georgstraße, Hannover (nicht erhalten)
- 1822–1824: Eigenes Wohnhaus (Laveshaus) in Hannover, Friedrichswall (heute Architektenkammer Niedersachsen)
- Ab 1822: Bauten für die Freiherrn Knigge in Bredenbeck (Hofanlage)
- 1824: Gartenhaus Bella Vista, Hannover (Ohemasch) (nicht erhalten)[11]
- 1825–1826: Berggasthaus Linden (nicht erhalten)
- 1826: Zwei Torhäuser (Kavaliershäuser) des Wangenheimschen Gartens, Hannover Georgengarten, Jägerstraße
- 1826–1827: Umbau der Aegidienkirche, Hannover (Inneres nicht erhalten)
- 1826–1827: Schützenhaus Hannover (nicht erhalten)
- 1826–1832: Waterlooplatz in Hannover mit Waterloosäule
- 1827: Wohnhaus des Geheimrats Karl Friedrich Alexander von Arnswaldt, Hannover, Schäferdamm (vor dem Aegidientor) (nicht erhalten)
- Ab 1827: Bauten für Graf Ernst zu Münster in Derneburg (Schlossumbau, Teetempel, Gewächshaus, Brücken, Kutscherhaus)
- 1828: Hotel „Stadt Hamburg“ in Uelzen (nur Fassade erhalten)
- nach 1828: Kestnersches Gartenhaus, Hannover, „auf der Bult“ (Lavesstraße) (nicht erhalten)
- 1829: Gutshaus für die Sophie Charlotte Gräfin von Schwicheldt in Walshausen bei Hildesheim
- 1829–1832: Palais für den Grafen Georg Christian von Wangenheim (Wangenheimpalais), Hannover (Friedrichswall) (heute Niedersächsisches Wirtschaftsministerium)
- 1830: Villa Rosa in Hannover
- 1832 Loccumer Hof, Wirtschaftshof in Hannover vom Kloster Loccum[12]
- Ab 1837: Brücken in Hannover; erhalten: Augustenbrücke (1840) und eiserne Fahrbrücke (1837) im Georgengarten, Friederikenbrücke über die Graft am Großen Garten (1839), die Lavesbrücke im Welfengarten (1844)
- 1838: Haus „Sorgenfrei“ für die Witwe des Grafen von dem Bussche in Bad Essen
- 1838–1842: Jagdschloss Springe im Saupark
- 1839: Marstall und Kavaliershaus beim Jagdschloss Göhrde bei Lüneburg (heute Heimvolkshochschule)
- 1839: Mausoleum des Grafen Ernst zu Münster in Derneburg
- 1839–1840: Neubau Treppenhausanbau im Celler Schlosshof
- 1840: Vorfahrt und Kandelaber vor dem Georgenpalais (heute Wilhelm-Busch-Museum)
- 1842: Mausoleum (Entwürfe) für Graf Carl von Alten in Wilkenburg (Sundern), Detaillierungen als erstes Bauwerk von Conrad Wilhelm Hase,[13] heute Ruine
- 1842–1847:[14] Welfenmausoleum im Berggarten Hannover-Herrenhausen[15]
- 1843: Säulenhalle im Staatsbad Rehburg
- 1843: Umgestaltung der Kirche in Uslar
- 1844: Widdergut Vier Eichen
- 1845–1852: das Hoftheater (später Opernhaus) in Hannover
- 1846–1849: Palmenhaus im Berggarten Hannover-Herrenhausen (nicht erhalten)
- 1854: Brücke auf dem Obergut Lenthe bei Hannover
- 1855: Grabpyramide für die Familie von Klencke in Hämelschenburg bei Hameln
- 1859: Fresenhaus in Loppersum

### Skulpturale Werke (Auswahl)
- 1828: Grabdenkmal von Charlotte Kestner, deren Tochter Wilhelmine Laves heiratete, auf dem Gartenfriedhof in Hannover;[16] der zweite Entwurf von 1830 mit einem Inschriftenstein über quadratischem Grundriss wurde realisiert.

### Abbildungen

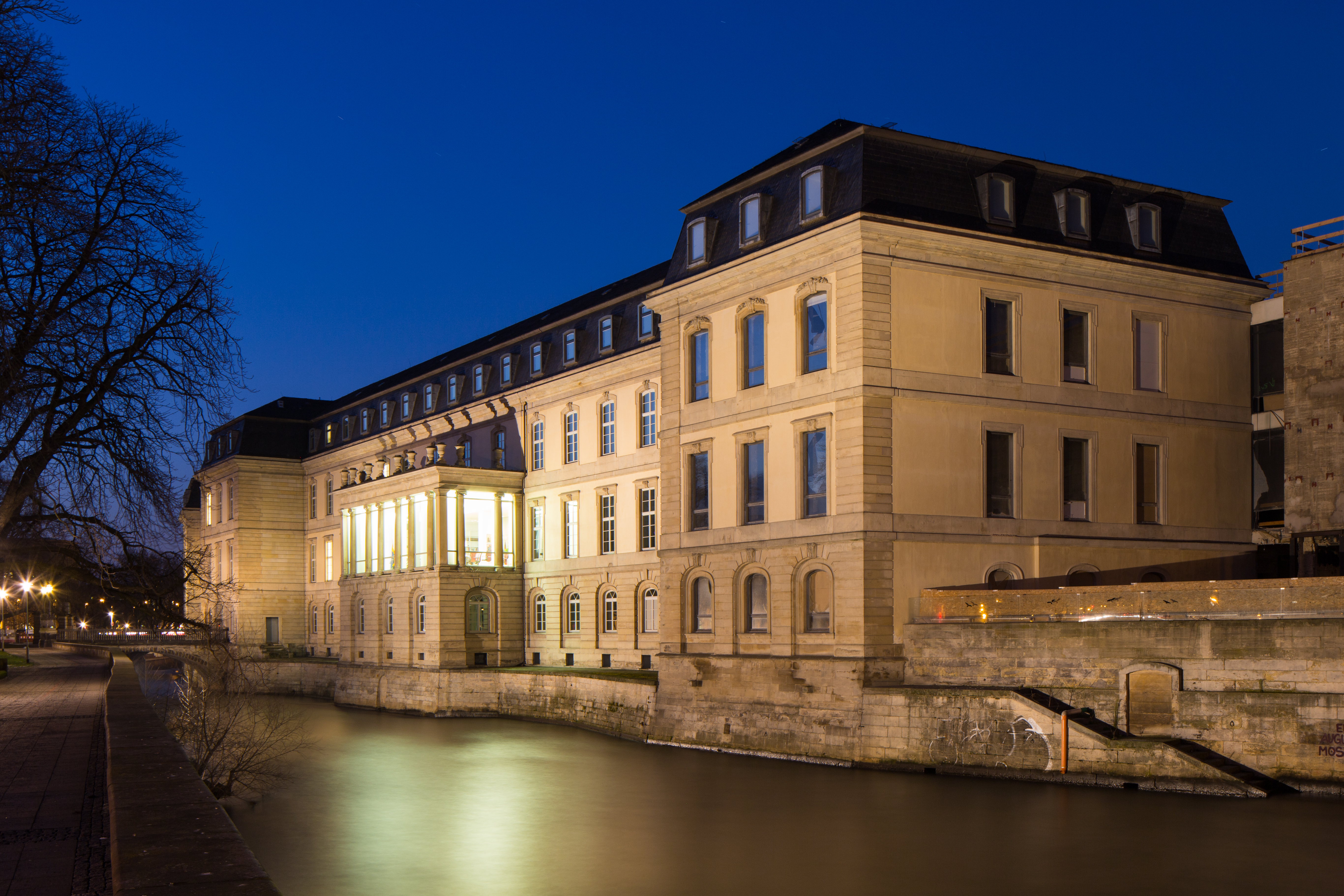
Leineschloss, Uferfront
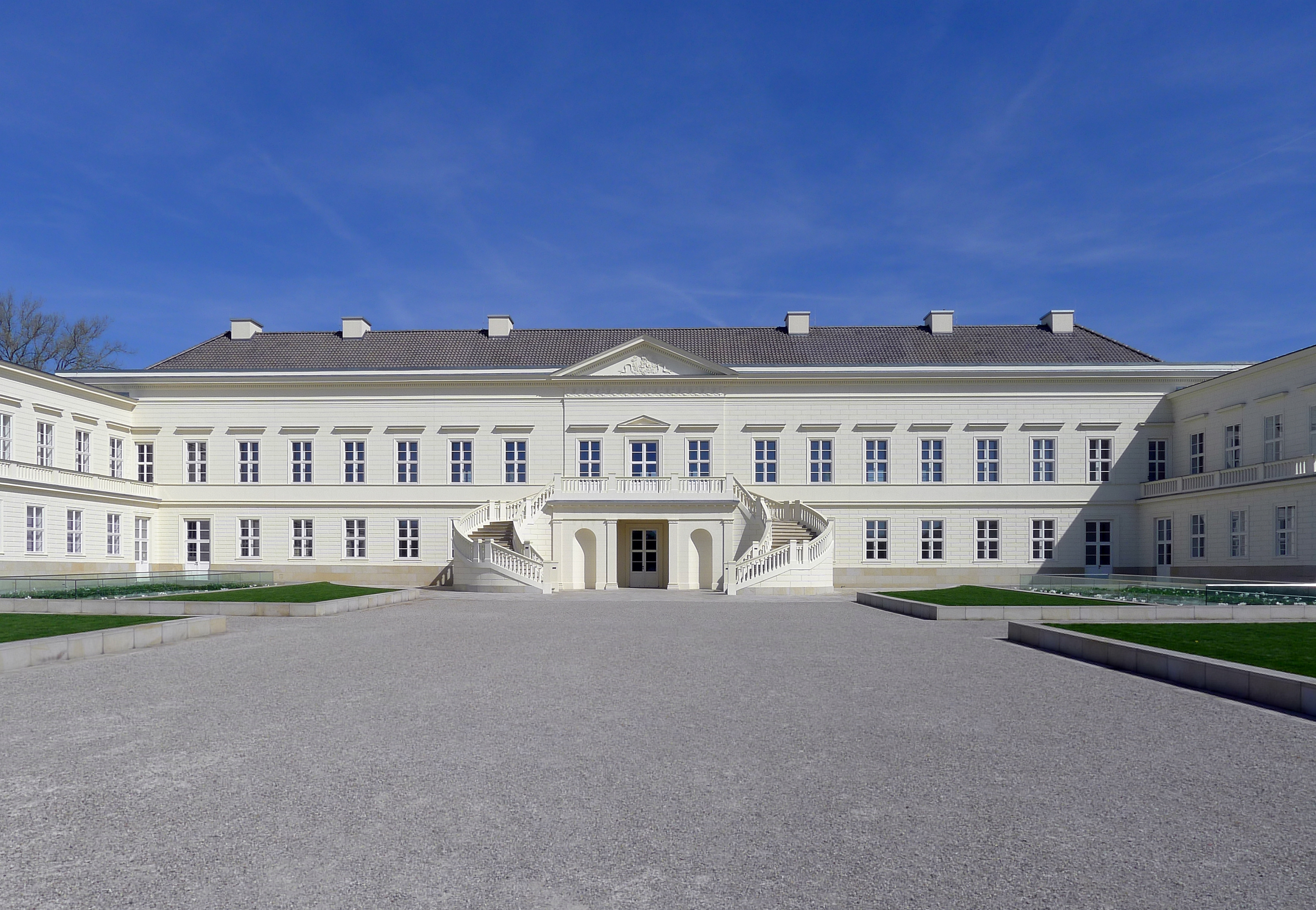
Schloss Herrenhausen (Überarbeitung der Fassaden)
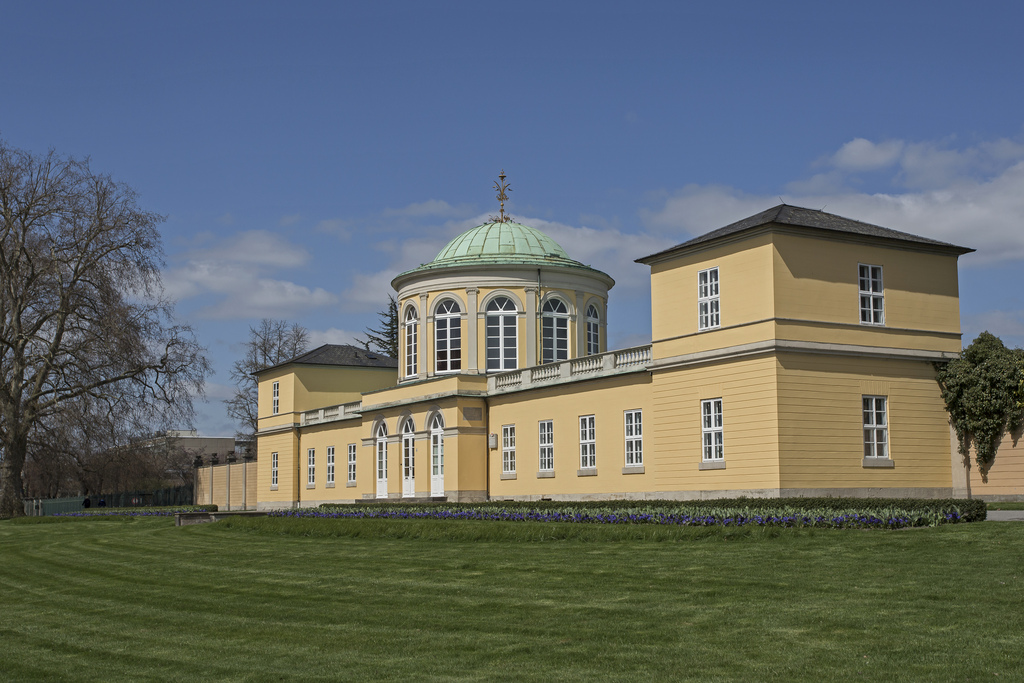
Gartenmeisterwohnung von 1817–20, später Bibliothekspavillon am Berggarten
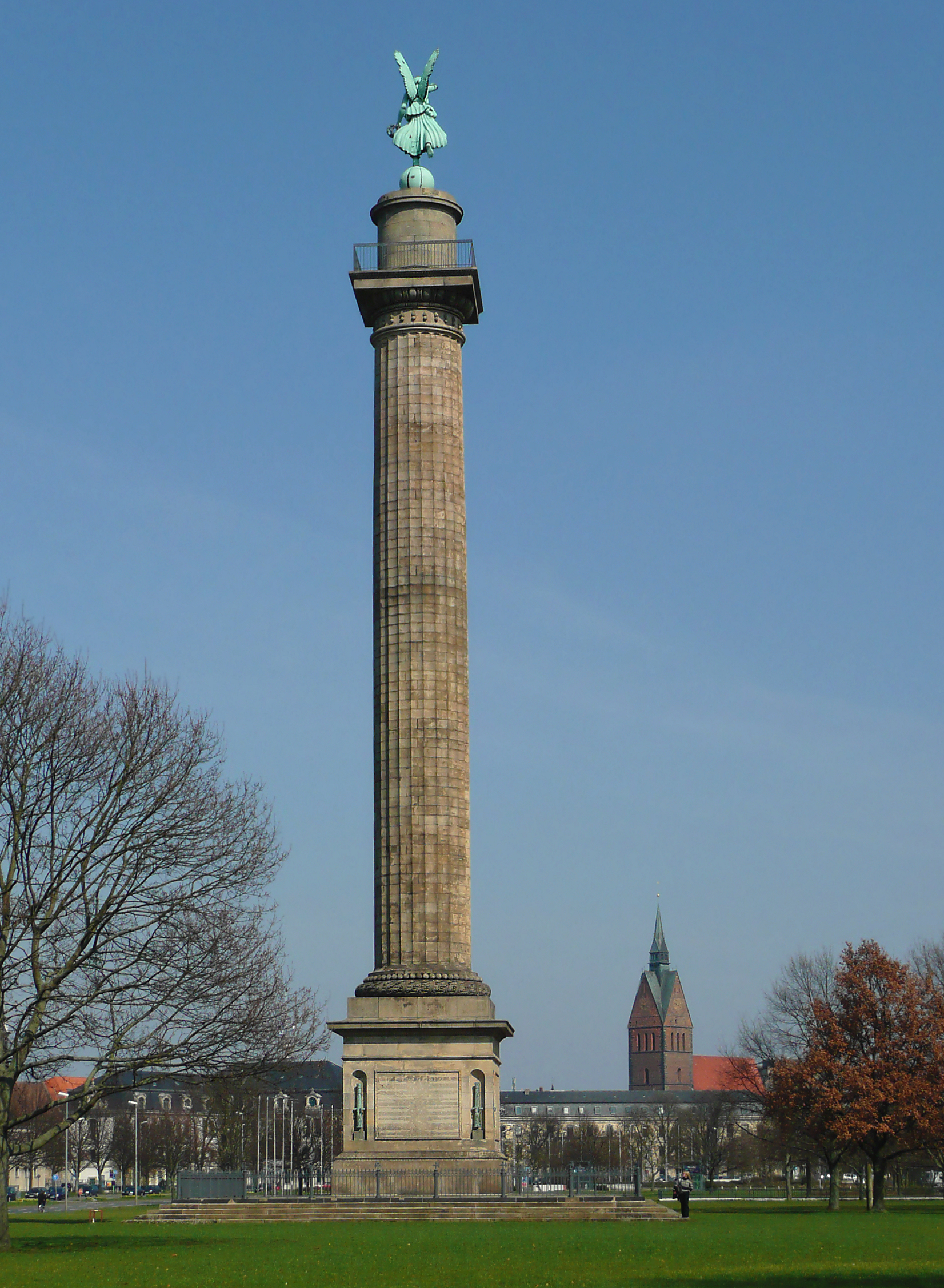
Waterloosäule, Hannover
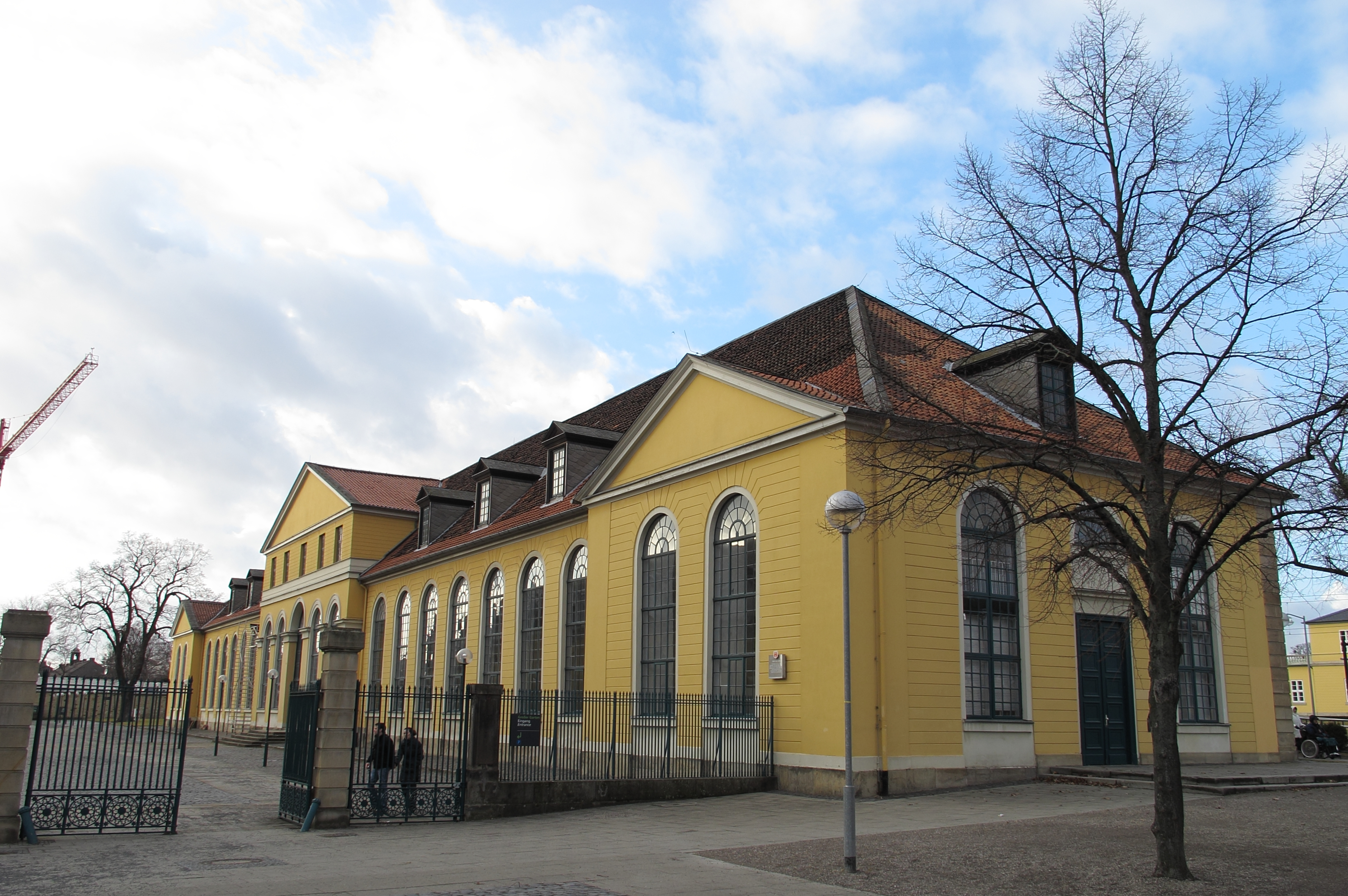
Orangerie im Großen Garten Herrenhausen
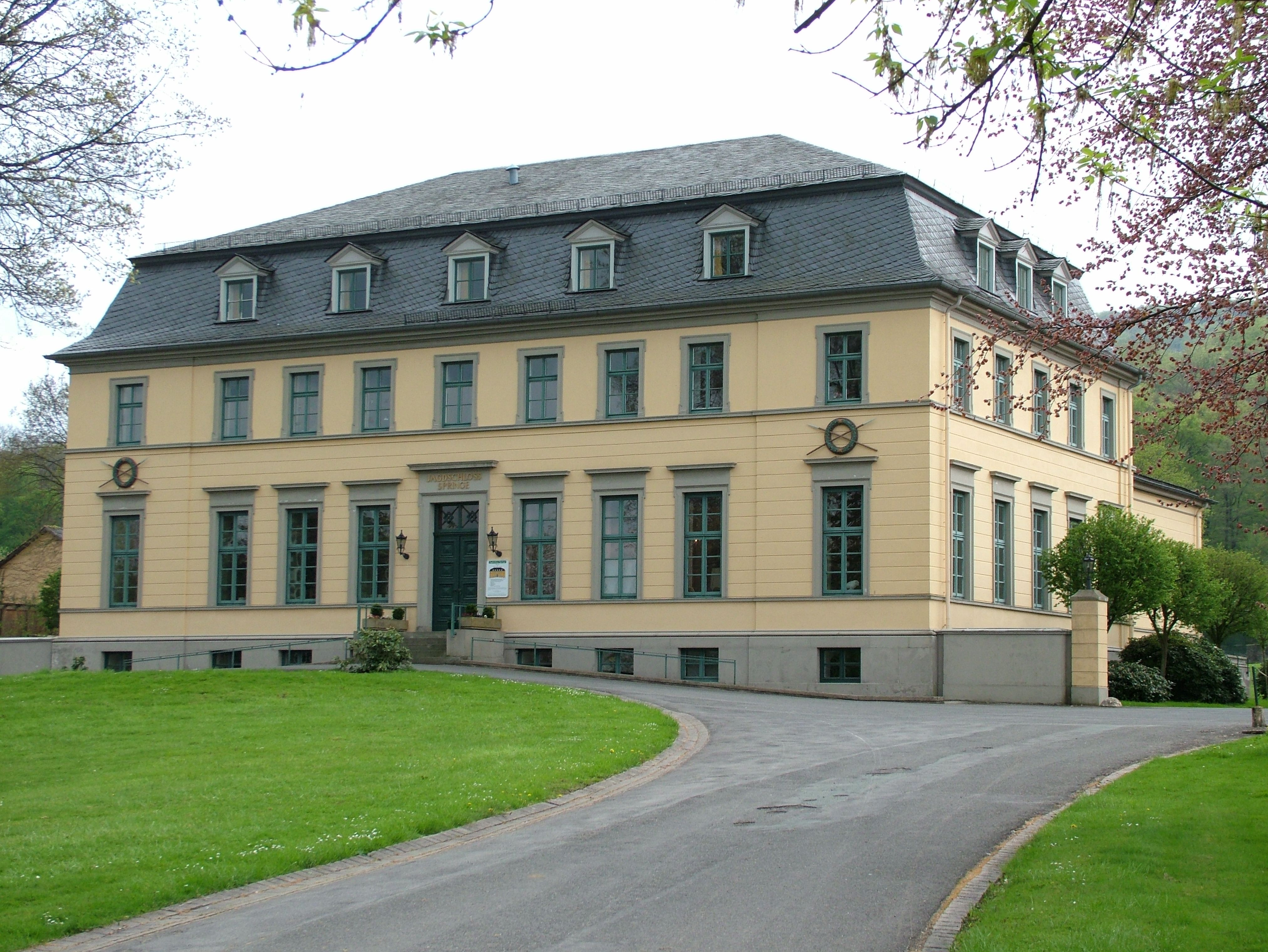
Jagdschloss Springe
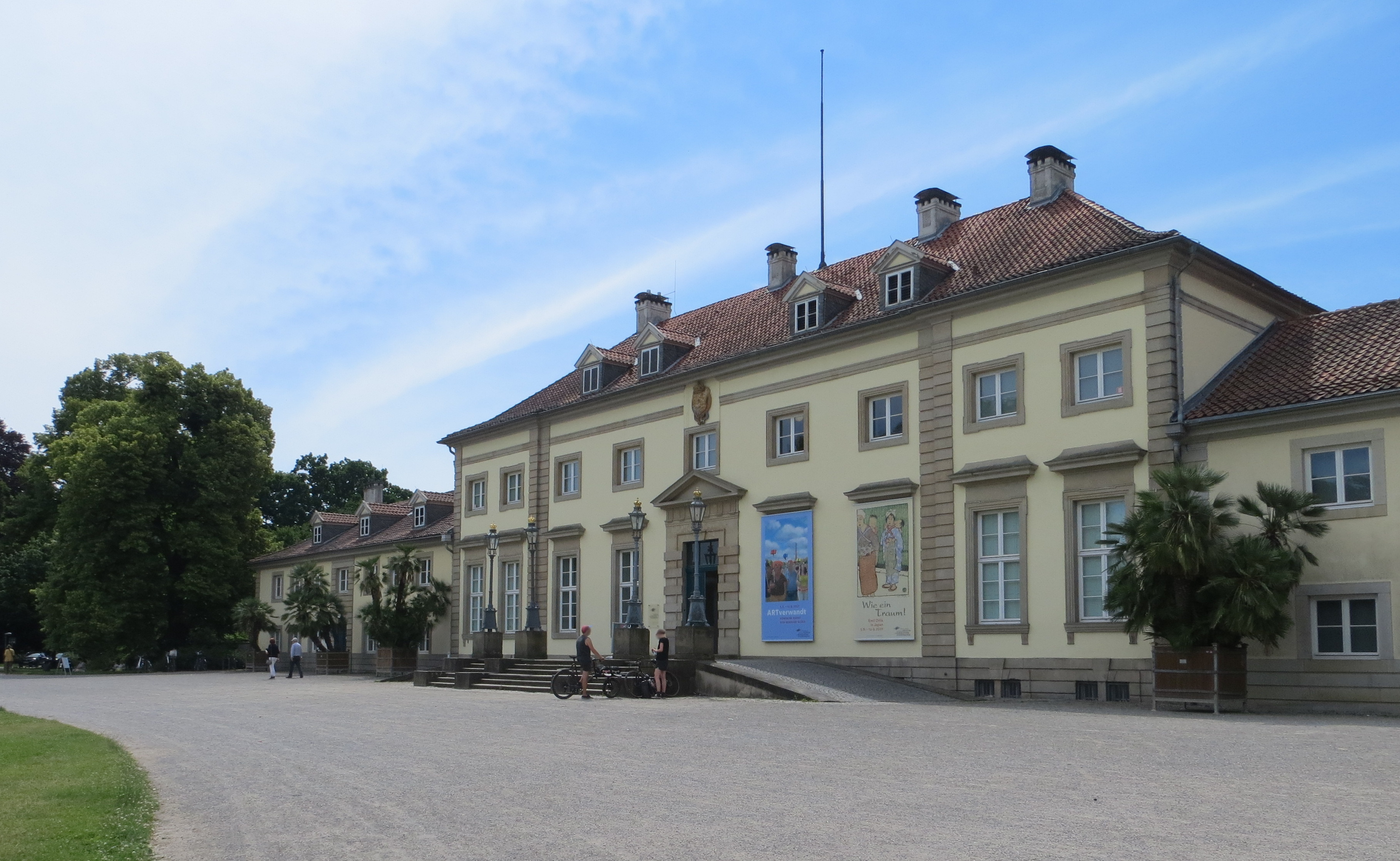
Wallmodenpalais im Georgengarten Herrenhausen
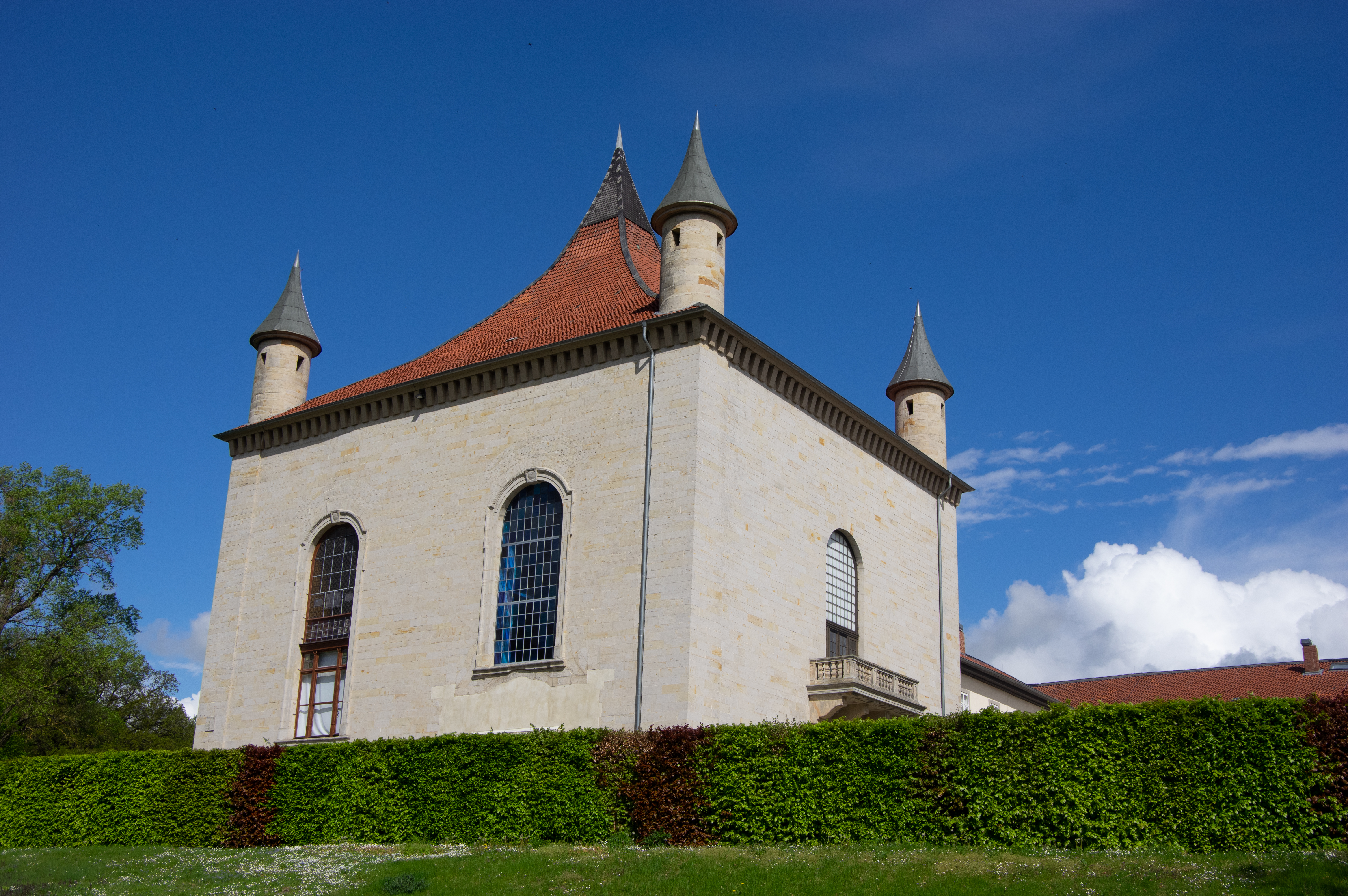
Rittersaal von Schloss Derneburg (umgebaute Klosterkirche)
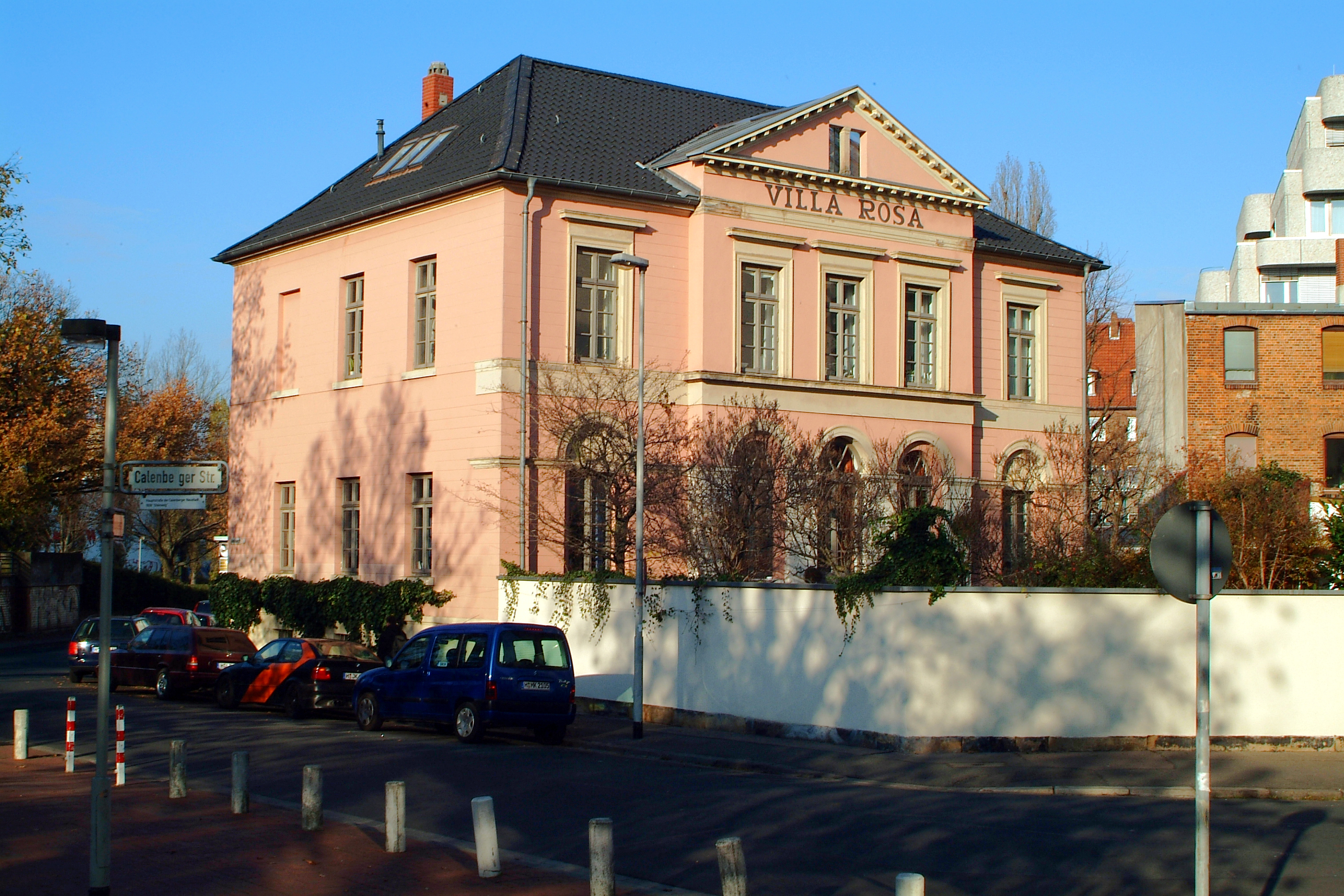
Villa Rosa
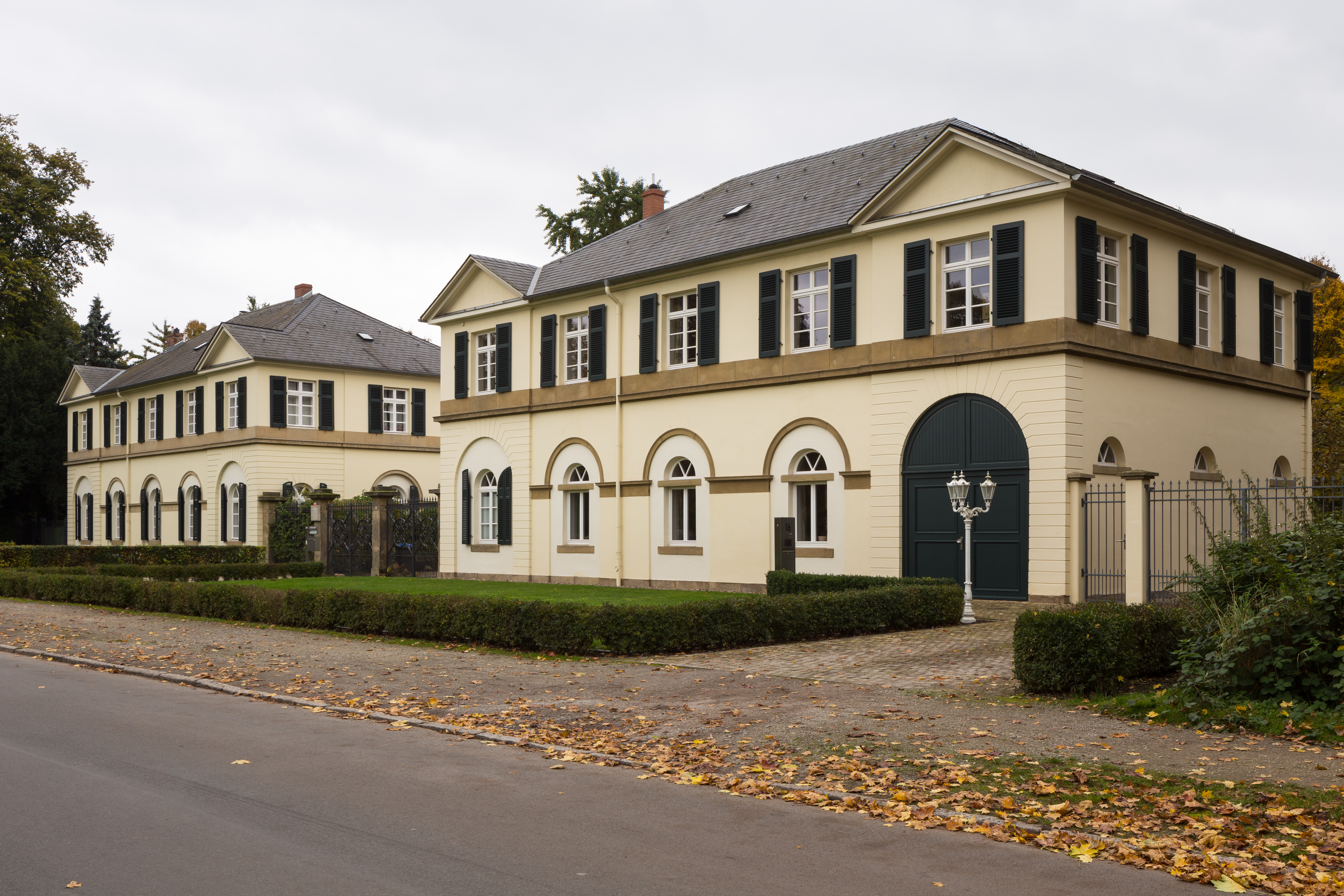
Kavaliershäuser Jägerstraße Hannover
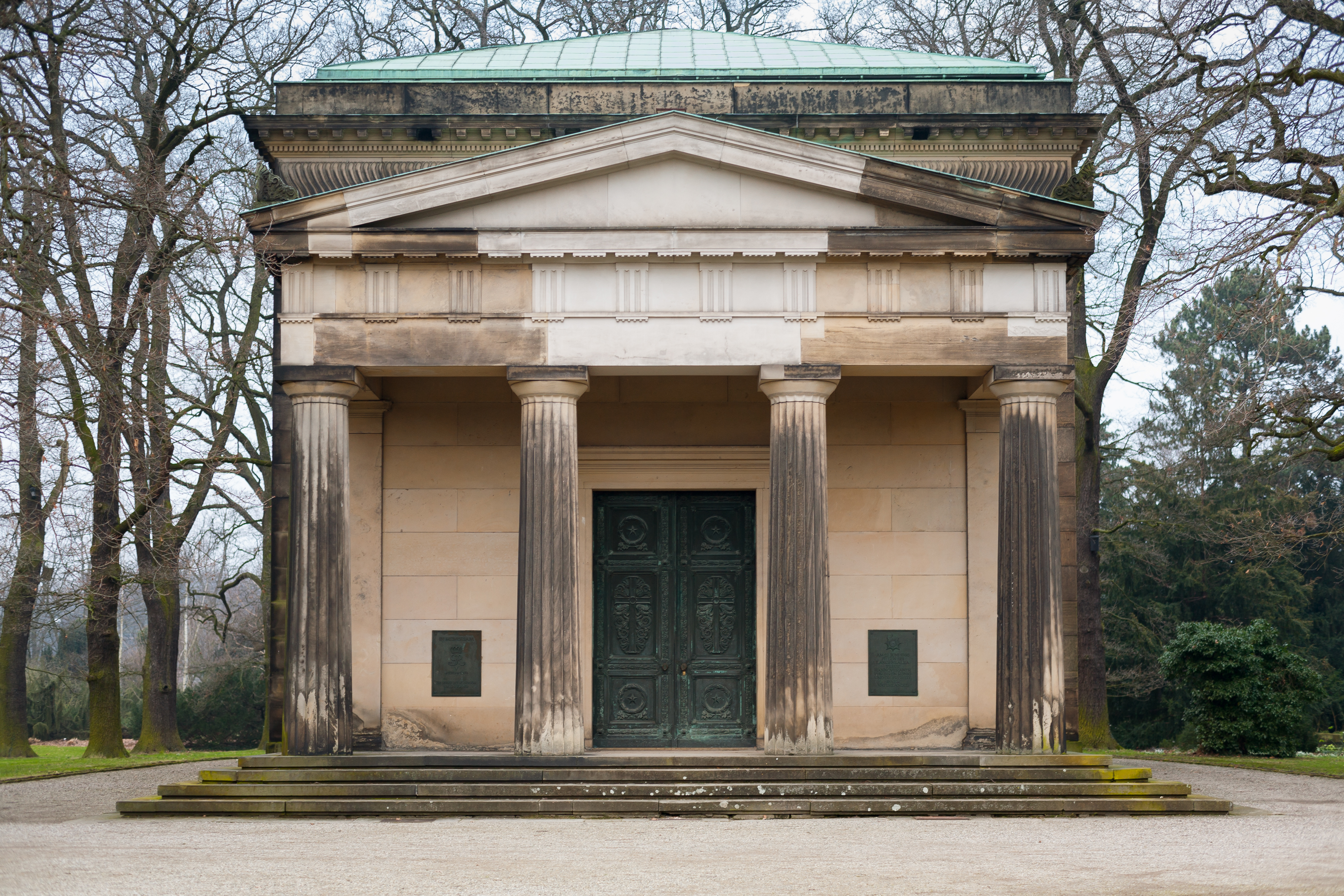
Welfenmausoleum im Berggarten Herrenhausen
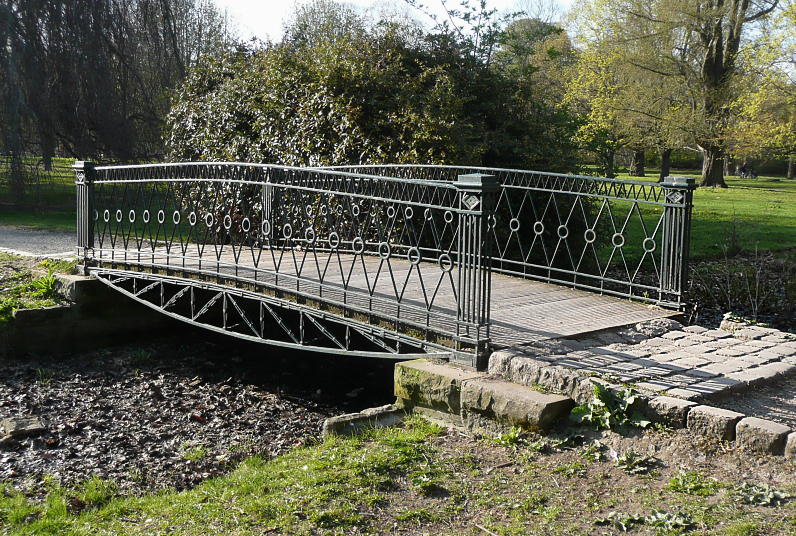
Lavesbrücke im Welfengarten mit Lavesträger
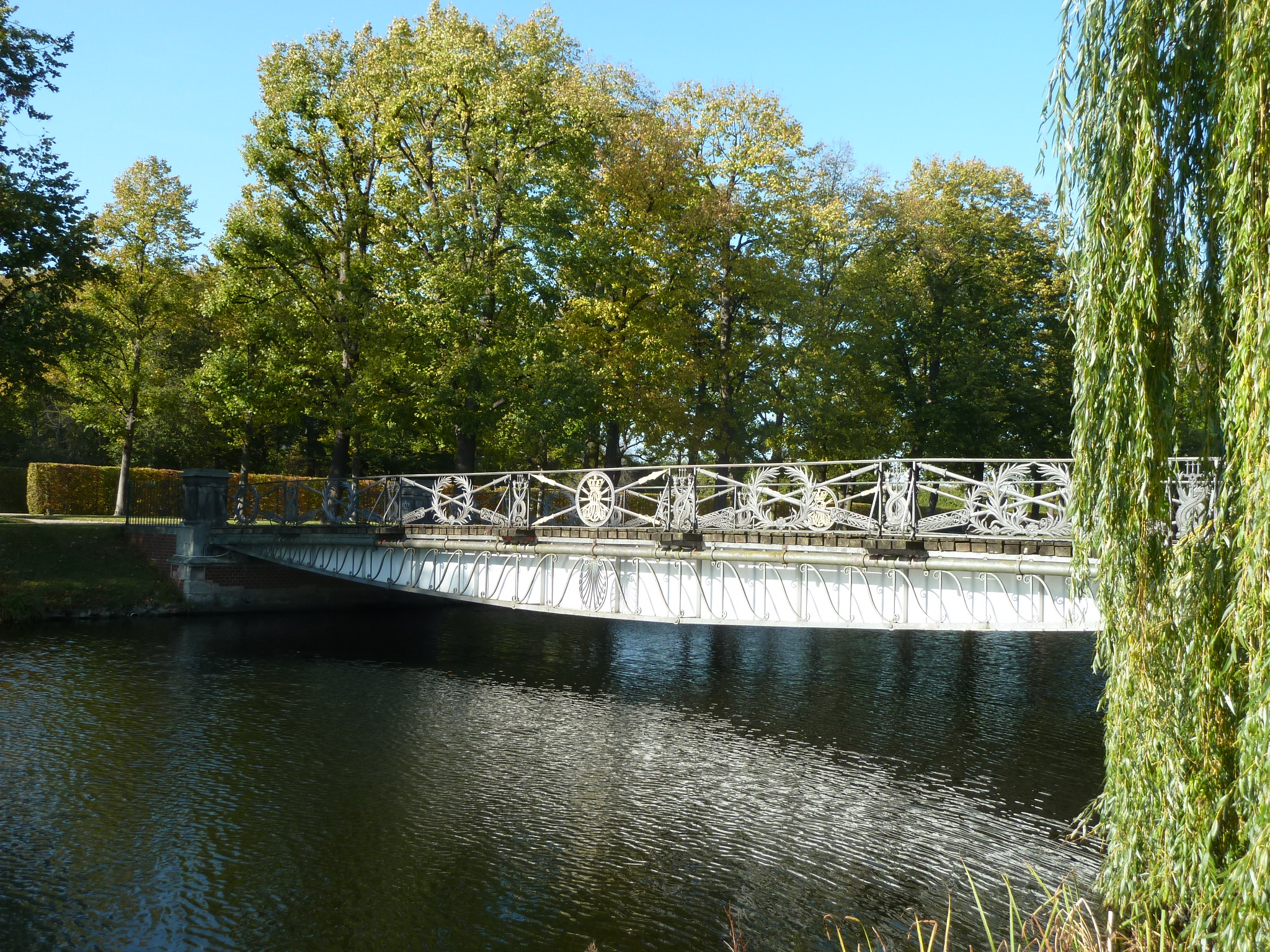
Friederikenbrücke im Georgengarten Herrenhausen
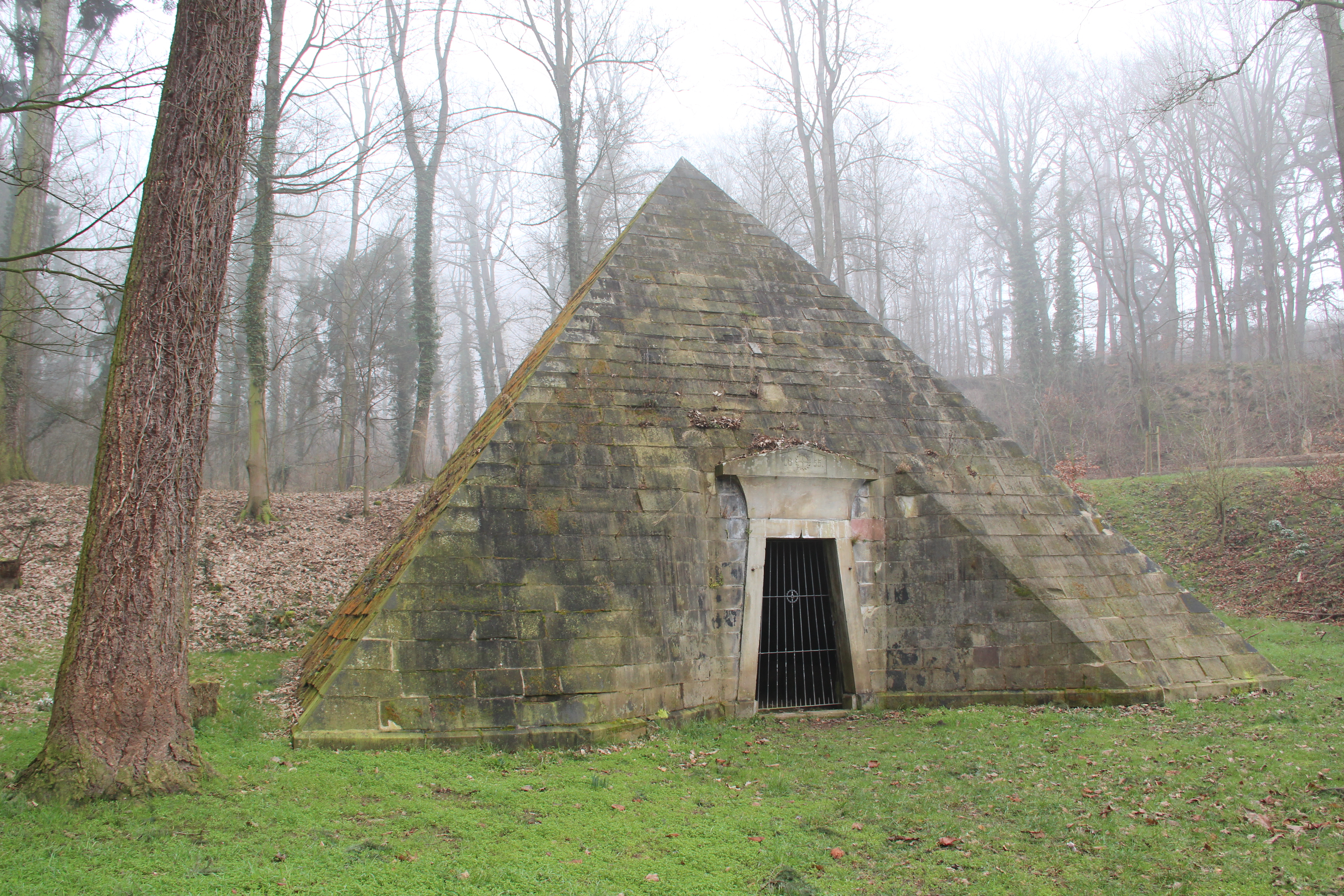
Grabpyramide bei Schloss Hämelschenburg